# 大錘異形介
大錘異形介（学名：Heteroconchella euplectella）为粗面介科異形介屬下的一个种。